# Mabitac
Mabitac (Bayan ng Mabitac) är en kommun i Filippinerna. Kommunen ligger på ön Luzon, och tillhör provinsen Laguna. Folkmängden uppgår till 15 097 invånare.
Mabitac är indelat i 15 barangayer.